# Сутра Лотоса
Сутра Лотоса або лотосова сутра — одна з найважливіших сутр у магаянському буддизмі, особливо шанована у східноазійському регіоні, зокрема у Китаї і Японії. Вона містить збірку проповідей, вимовлених Буддою Шак'ямуні, де він розкриває принципи свого вчення. Головна ідея полягає в тому, що всі живі істоти мають природу будди й здатні досягти просвітлення.
Лотосова Сутра складається з 28 глав та присвячена трьом основним принципам:
1. Теорія «єдиної колісниці» — всі вчення Будди є частиною єдиного шляху до нірвани.
2. Універсальний потенціал для досягнення просвітлення серед всіх істот.
3. Вчення про майбутніх будд та бодгісаттв, які постійно турбуються про спасіння всіх живих істот.

Ця сутра часто використовується в ритуалах, медитаціях та філософських інтерпретаціях у багатьох школах махаянського буддизму. Її назва походить від метафори квітки лотоса як символу чистоти та просвітлення.

## Назва
Назва сутри може дещо відрізнятися залежно від перекладу, а також від того, чи є вона скороченою, чи ні. Так, на санскриті це सद्धर्मपुण्डरीकसूत्र (Saddharmapuṇḍarīkasūtra). Китайською мовою існувало шість перекладів, з яких збереглося лише три. Розповімо про перші два: Чженфахуацзін (正法華經), — «Писання Лотоса Правильного Закону» — у перекладі Дгармаракші 286 року, та Мяофа Ляньхуа Цзін (妙法蓮華經) — «Сутра Квітки Лотоса Піднесеного Закону» — у перекладі Кумарадживи 406 року, найпопулярніша — часто скорочено Fǎhuā Jīng (法華經) — «Сутра квітки закону», і третій переклад 601 року Дгармагупти. Японськими ієрогліфами кандзі це Myōhō-Renge-Kyō (妙法蓮華経) (раніше скорочено Hokkekyō); корейською — Myobeop Yeonhwa Kyong; і в'єтнамською — Kinh Diệu Pháp Liên Hoa.
У першому перекладі на європейську мову, здійсненому Еженом Бурнуфом і опублікованому в 1852 році, вона називалася «Лотос доброго закону». Що ж до «Сутра Лотоса», то ця назва з'явилася в ранньому англійському перекладі й досі використовується. Українського перекладу ніколи не було здійснено.

## Передачі та впливи
Чжиї (538-597), засновник китайської школи Тяньтай, зосередив своє вчення навколо Лотосової сутри, що зробило її однією з найпопулярніших сутр у Китаї. Фрагменти сутри досить рано потрапили до Японії. Згідно з «Ніхон Сьокі», принц Сьотоку (574-622) був її завзятим читачем; йому традиційно приписують часткову копію, датовану 615 роком, хоча науковці розходяться в думках щодо цієї атрибуції. Існує припущення, що ця сутра надихнула Сьотоку на створення конституції, яка відображала буддійські ідеали.
Сайтьо (767-822) поїхав до Китаю вивчати буддизм і привіз повну копію до Японії; потім вона стала основним текстом впливової школи Тендай (японська назва школи Т'ієн-т'ай/Тяньтай), а також вплинула на школу Дзьодо.
Доґен (1200-1253), засновник японської школи дзен-буддизму Сото Дзен, але колишній монах школи Тендай, дуже поважав цей текст. Він пише в «Сьобоґендзо»: «Серед усіх сутр, які проповідував великий майстер, шановний Шак'я, Лотосова сутра є їхнім великим царем і великим майстром. Інші сутри та дгарми — це її піддані або діти. Вчення, що міститься в Лотосній сутрі, являє собою істину, інші сутри дають лише рекомендації і не відображають первісного наміру Будди. Чи повинні ми брати інші сутри і порівнювати їх з Лотосом, щоб обмежити його? Якби в Лотосі не було такої сили і заслуг, не було б інших сутр; всі інші сутри лише знайомлять з Лотосом». (Shobogenzo kie bupposobo, «Притулок у трьох скарбах»).
В японській школі дзен привілейованими є дві глави: шістнадцята, «Довголіття того, хто прийшов», і двадцять п'ята, «Універсальні ворота Бодхісатви, який чує звуки світу» (яп. Kanzeon bosatsu fumonbon), остання циркулює окремо під назвою Каннонґьо, «Сутра Каннона», що також використовується школами Тендай і Шінґон.
У 13 столітті монах Нітірен заснував нову гілку японського буддизму в 1253 році, яка посилила значення ці сутри, надавши їй унікальну інтерпретацію: він вважав її єдино правильним вченням, яке слід поширювати в нинішню епоху Кінця Закону (Маппо). Поглиблене вивчення коментарів майстра Тяньтай Чжиї та Чжан'ань Ґуандіна (також званого Чжанґан або Ґуандін 灌頂: 561-632), його учня і наступника, підтвердило йому, що назва «Сутра Лотоса» охоплює вчення всього тексту і володіє тією ж спасительною силою, «насінням, що дозволяє досягти стану Будди» в цьому житті. Тому він зробив читання цієї назви (Даймоку), Нам-мьохо-ренґе-кьо (Відданість Лотосовій Сутрі Чудового Закону), важливим ритуалом. Уривки з Сутри щодня читають практики різних шкіл Нітірен.

## Доктрина та тлумачення

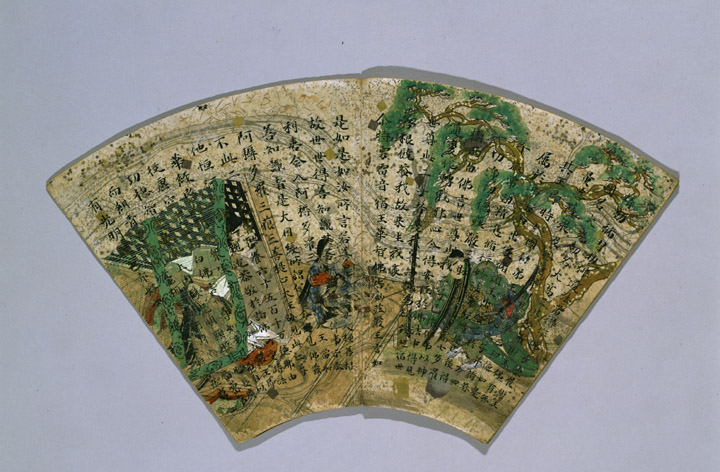
Уривок з «Лотосової сутри», Японія, 12 століття.

У махаянському тексті «Лотосова сутра» «вічний Будда» розглядається у трьох аспектах або «трьох тілах»: «Тіло Дгарми», що представляє Закон, та його відчутні еманації: «Тіло Блаженства або Нагороди», що означає мудрість, і Нірманакая, що виражає доброзичливі дії Будди, спрямовані на порятунок живих істот, а також фізичну форму, яку він приймає для цієї мети. Той, хто передає це вчення (в главі XVI), є історичним Буддою, наділеним цими трьома аспектами або вимірами абсолютної реальності.
Вперше термін махаяна — «великий засіб» — описується як більш ефективний шлях, ніж шлях шраваки (слухача) і пратьякабудди (самотнього будди), які підпадають під гінаяну — «малий засіб». Крім того, з'являється поняття ekayāna — «єдиний засіб», що охоплює два інших як його вираження.
Сутра стверджує, що накопичені заслуги можна передавати, і підтверджує віровчення махаяни, що кожен може прагнути досягти стану Будди. Вона детально описує шлях бодхісаттви, зокрема, розвиток дару упайї, який дозволяє знайти «вправні засоби», щоб спрямувати істот на правильний шлях, шлях мудрості Будди. Тут також підкреслюється сила обітниць, зокрема великої обітниці Косен-руфу (розділ XXIII).
Ця праця підкреслює силу відданості, особливо корисну в контексті періоду маппо, що розглядається як занепад буддизму через постійне збільшення кількості Трьох Отрут після зникнення Будди, під час якого стає дедалі важче реалізовувати аскетичні та медитативні практики первісного буддизму.
У той час як про чисті землі Амітабхи та Бгайсадж'яґуру лише згадується, глава XXV повністю присвячена заслугам, пов'язаним з промовлянням імені бодхісаттви співчуття Авалокітешвари, читання цієї глави є частиною щоденних літургій дзен- та шінґон-буддизму.

### Школа Тяньтай/Тендай
Чжиї, майстер школи Тяньтай, вважав, що «Сутра нескінченних смислів» (яп. 無量義経, латиніз.: Muryōgi Kyō) і «Сутра медитації про гідність того, хто шукає просвітлення» (яп. 普賢経, латиніз.: Fugen Kyō) є прологом і епілогом Лотосової сутри (яп. 妙法蓮華経, латиніз.: Myōhō Renge Ky), відповідно, які циркулюють незалежно один від одного. Разом Сутра Лотоса з цими двома сутрами називається «Потрійною Сутрою Лотоса».
Чжиї, як і Нітірен пізніше, говорив про поділ, зроблений між «двома половинами сутри». Друга половина містить основне вчення Будди, хонмон (本門), пов'язане з первісним просвітленням, хонґаку. Це «ворота, що ведуть до нашої первісної чесноти». На противагу цьому, теоретичне і тимчасове вчення, шакумон (迹門), пов'язане з набутим просвітленням, сікаку, належить до практики набуття заслуг для усунення симптомів, породжених фундаментальним невіглаством (авідья). У цих виразах «хон» (本) означає джерело або походження, а «сікаку» (迹) — слід або відбиток.

### Нітірен-буддизм
Нітірен вважав Сутру Лотоса остаточним вченням Будди, викладеним ним протягом останніх восьми років життя. У ній, зокрема в главах XV-XXII, розкривається основний об'єкт поклоніння (Гохонзон). Згідно з главою XXIII Сутри та коментарями Великого вчителя Тьєнтая Жі-ї, Гохонзон має з'явитися через 2000 років після сходження Будди, в перші 500 років періоду Mappō (Кінця Закону).
Нітірен пояснює, що Гохонзон — це диск з написаними на ньому іменами персонажів Сутри, історичних/алегоричних постатей, буддійських божеств, що уособлюють 10 станів життя згідно з Жі-ї. У центрі диску — Даймоку (Nam-myōhō-renge-kyō), що втілює принцип нероздільності Закону (Дгарми) і Будди, зрозумілий усім.

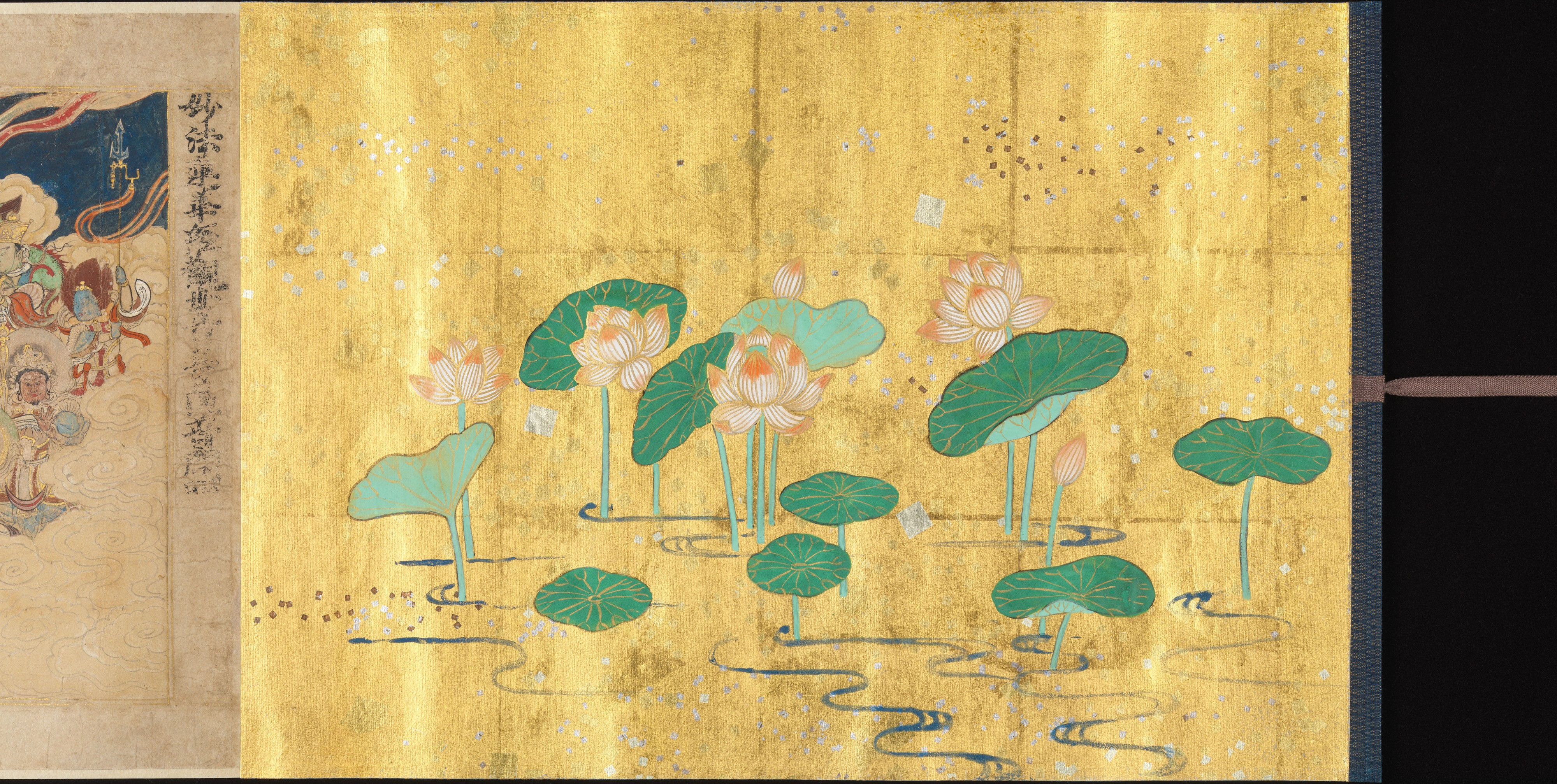
«Всесвітні ворота», розділ 25 «Лотосової сутри». Період Камакура, датований 1257 роком. Сувій; чорнило, колір і золото на папері. Метрополітен-музей, Нью-Йорк.

## Зміст
У «Лотосній сутрі» історичний Будда постає немов у п'єсі, декораціями якої є всесвіт. Навколо Будди збирається зібрання на священній горі Гриф, в Раджгір, столиці царства Маґадга в стародавній Індії. Це місце, де було дано вчення про другий поворот колеса Дгарми.

### Розділи 1-10
Навколо Будди Шак'ямуні в Раджгір на священному піку Грифа відбуваються надзвичайні збори.

#### Розділ 1: Пролог (або вступ)
Величезна аудиторія складається з головних учнів, відомих усім, бодхісатв і махасатв, чотирьох типів вірян, «одні ще навчаються, інші вже завершили своє навчання», людей і нелюдей, восьми царів-драконів, якшів, чотирьох царів-ґандгарвів, чотирьох царів-ґаруд, чотирьох царів-кімнарів, чотирьох царів-асурів, магораґ, небесних істот, божеств і синів божеств. Після деяких дивовижних знамень бодхісатва Манджушрі оголошує бодхісатві Майтреї, що Будда в глибокій медитації (самадхі) після викладання «Сутри нескінченних смислів» озвучить своє остаточне вчення. Він заявляє, що знає це, бо Дгарма, «істинна сутність усіх явищ», була викладена в попередньому житті.

#### Розділ 2: Доцільні засоби
Гаутама, безтурботно виходячи зі стану самадхі, оголошує Шаріпутрі, що мета всіх пришесть Будд — пробудити мудрість (праджня) в кожній живій істоті, щоб дати можливість усім досягти просвітлення (бодхі). Він заявляє, що мудрість будд «нескінченно глибока і незмірна», що споконвічну Дгарму важко осягнути, і тому він дав тимчасові вчення слухачам (шравакам) і пратьякабуддам. Однак існує лише один засіб (екаяна), що веде до досконалого просвітлення: «Я використав силу мого доцільного засобу (упая), щоб показати вчення про три засоби; всі поважні люди світу проповідують шлях лише одного засобу. Тепер ця величезна юрба повинна відкинути сумніви й омани; мета пробуджених не має розбіжностей: існує лише один, а не два транспортні засоби». Далі викладено принцип, що прояснює загальні чинники всього життя.

#### Розділ 3: Пророцтво про майбутнє просвітлення Шаріпутри та притча про палаючу хату
«Навіть ти, Шаріпутро, міг отримати доступ до цієї сутри лише завдяки своїй вірі». Першопричиною страждань є жадібність і жадання; щоб врятувати живих істот і звільнити їх від народження, старості, хвороб і смерті, мудрість Прийдешнього виражається через аналогії та притчі. Оскільки не всі здатні її осягнути, будди «розрізняють в одному транспортному засобі Будду і проповідують його так, ніби їх троє». У цій алегорії Будда — заможний чоловік, діти якого граються в палаючому будинку, не знаючи про пожежу. Щоб врятувати їх, він обіцяє їм чудові іграшки і врешті-решт дарує кожному з них колісницю, ще більш розкішну, ніж ті, що він обіцяв. Діти дуже радіють, що отримали «те, чого ніколи не мали раніше і чого навіть не могли очікувати». Найвищою колісницею є Лотосова Сутра, унікальний засіб і справжній намір Будди, який замінює тимчасові вчення, що представляли різні шляхи для слухачів, самопросвітлених і бодхісатв.

#### Розділ 4: Віра й розуміння
Магакашьяпа і троє інших літніх учнів, «сповнених вікової мудрості», радіють, почувши, що Всесвітньошанований пророкує, що Шаріпутра досягне ануттара-сам'як-самбодгі. Вони використовують притчу про багача і його бідного сина, щоб довести свою думку. У дитинстві син багатія втік з дому, і батько багато років марно шукав його, поки не оселився в новому будинку, куди одного разу випадково не приїхав збіднілий син. Багач переповнюється радістю, коли впізнає свого сина; не розкриваючи своєї особи, він вітає його і пропонує йому роботу. Син погоджується виконувати найнижчу роботу, а батько кілька років ходить у лахмітті і вимащується брудом, щоб працювати разом з ним і бути ближчим до нього. Відчуваючи наближення кінця свого життя, багач відкриває оточуючим правду і свій намір заповісти все своє багатство цьому слузі, який насправді є його сином. Син приголомшений, почувши це, і його переповнює радість. Так само Будда веде своїх учнів, як своїх дітей, до вищого вчення, ніж ті тимчасові вчення, яких вони дотримувалися до цього.

#### Розділ 5: Притча про лікарські трави
У новій притчі Будда ілюструє поняття єдності в різноманітності, оскільки його вчення приносить користь усім істотам, незалежно від їхніх здібностей та особистостей: «три види лікарських трав і два види дерев» нагадують про розмаїття флори. Трави і дерева ростуть в одному ґрунті, їх поливає один і той самий дощ, але спосіб їхнього росту і розвитку залежить від їхніх власних якостей. Так само істоти, якими б різноманітними вони не були, отримують одне і те ж вчення, але кожна з них отримує з нього користь відповідно до своїх потреб і здібностей.